# Mitchell Pirotta
Mitchell Pirotta (Sydney, 19 dicembre 1988) è un pilota motociclistico australiano ritiratosi dall'attività agonistica.

## Carriera
Di origini maltesi, primi anni della sua carriera sono dedicati al Motocross: a 9 anni le prime competizioni con il Castlereagh Mini Bike Club prima di passare a eventi di livello regionale e nazionale. Nel 2000 si trasferisce negli Stati Uniti per allenarsi e partecipare a varie competizioni, anche di Supercross, tra cui il Mammoth Motocross, ed in seguito partecipa anche a trofei in Nuova Zelanda.
Nelle stagioni successive abbandona le ruote tassellate per la pista. Nel 2008 esordisce a livello nazionale chiudendo al quarto posto nel campionato australiano Superstock 600. L'anno successivo arriva in seconda posizione con una Yamaha R6 dietro a Rick Olson, mentre conclude in prima posizione il National South West Championship. Nel 2010 vince il campionato australiano Formula Xtreme nella categoria Supersport.
Il 2011 è l'anno dell'esordio nelle competizioni di livello mondiale: viene ingaggiato dal team italiano KUJA Racing per correre con una Honda CBR600RR nel campionato mondiale Supersport. Chiude la stagione senza ottenere punti. Sempre nel 2011, disputa il Gran Premio di Monza nel campionato Italiano Supersport concludendo al quattordicesimo posto. Terminata la carriera nel motociclismo, si dedica al ciclismo.

## Risultati in gara

### Campionato mondiale Supersport
| 2011 | Moto  |     |    |    |    |    |    |    |    |    |     |    |  |  |  | Punti | Pos. |
| ---- | ----- | --- | -- | -- | -- | -- | -- | -- | -- | -- | --- | -- |  |  |  | ----- | ---- |
| 2011 | Honda | Rit | 17 | 18 | 18 | NP | 19 | 20 | 22 | 25 | Rit | NQ |  |  |  | 0     |      |

| Legenda | 1º posto        | 2º posto            | 3º posto           | A punti      | Senza punti        | Grassetto – Pole position Corsivo – Giro più veloce |
| Legenda | Gara non valida | Non qual./Non part. | Ritirato/Non class | Squalificato | '-' Dato non disp. | Grassetto – Pole position Corsivo – Giro più veloce |